# LYPLA2
LYPLA2 (англ. Lysophospholipase II) – білок, який кодується однойменним геном, розташованим у людей на 1-й хромосомі. Довжина поліпептидного ланцюга білка становить 231 амінокислот, а молекулярна маса — 24 737.
| 10         |  | 20         |  | 30         |  | 40         |  | 50         |
| ---------- |  | ---------- |  | ---------- |  | ---------- |  | ---------- |
| MCGNTMSVPL |  | LTDAATVSGA |  | ERETAAVIFL |  | HGLGDTGHSW |  | ADALSTIRLP |
| HVKYICPHAP |  | RIPVTLNMKM |  | VMPSWFDLMG |  | LSPDAPEDEA |  | GIKKAAENIK |
| ALIEHEMKNG |  | IPANRIVLGG |  | FSQGGALSLY |  | TALTCPHPLA |  | GIVALSCWLP |
| LHRAFPQAAN |  | GSAKDLAILQ |  | CHGELDPMVP |  | VRFGALTAEK |  | LRSVVTPARV |
| QFKTYPGVMH |  | SSCPQEMAAV |  | KEFLEKLLPP |  | V          |  |            |

A: Аланін

C: Цистеїн

D: Аспарагінова кислота

E: Глутамінова кислота

F: Фенілаланін

G: Гліцин

H: Гістидин

I: Ізолейцин

K: Лізин

L: Лейцин

M: Метіонін

N: Аспарагін

P: Пролін

Q: Глутамін

R: Аргінін

S: Серин

T: Треонін

V: Валін

W: Триптофан

Кодований геном білок за функціями належить до гідролаз, фосфопротеїнів. 
Задіяний у таких біологічних процесах, як метаболізм жирних кислот, метаболізм ліпідів. 
Локалізований у цитоплазмі.